# Coupe de France de rugby à XIII 1959-1960
Navigation
Édition précédente Édition suivante
La Coupe de France de rugby à XIII 1959-1960 est la 21e édition de la Coupe de France, compétition à élimination directe mettant aux prises des clubs de rugby à XIII amateurs et professionnels affiliés à la Fédération française de jeu à XIII (aujourd'hui Fédération française de rugby à XIII).

## Phase finale
|  | Huitièmes de finale             | Huitièmes de finale     | Huitièmes de finale              | Huitièmes de finale     |                                |                    | Quarts de finale               | Quarts de finale               | Quarts de finale               | Quarts de finale               |  |  | Demi-finales               | Demi-finales               | Demi-finales               | Demi-finales               |  |  | Finale                      | Finale                      | Finale                      | Finale                      |
|  |                                 |                         |                                  |                         |                                |                    |                                |                                |                                |                                |  |  |                            |                            |                            |                            |  |  |                             |                             |                             |                             |
|  | Le 1er février 1960 à ?         | Le 1er février 1960 à ? | Le 1er février 1960 à ?          | Le 1er février 1960 à ? |                                |                    | Le 28 février 1960 à Perpignan | Le 28 février 1960 à Perpignan | Le 28 février 1960 à Perpignan | Le 28 février 1960 à Perpignan |  |  | Le 17 avril 1960 à Carmaux | Le 17 avril 1960 à Carmaux | Le 17 avril 1960 à Carmaux | Le 17 avril 1960 à Carmaux |  |  | Le 1er mai 1960 à Perpignan | Le 1er mai 1960 à Perpignan | Le 1er mai 1960 à Perpignan | Le 1er mai 1960 à Perpignan |
|  | Lézignan                        | Lézignan                | '                                | '                       |                                |                    | Le 28 février 1960 à Perpignan | Le 28 février 1960 à Perpignan | Le 28 février 1960 à Perpignan | Le 28 février 1960 à Perpignan |  |  | Le 17 avril 1960 à Carmaux | Le 17 avril 1960 à Carmaux | Le 17 avril 1960 à Carmaux | Le 17 avril 1960 à Carmaux |  |  | Le 1er mai 1960 à Perpignan | Le 1er mai 1960 à Perpignan | Le 1er mai 1960 à Perpignan | Le 1er mai 1960 à Perpignan |
|  | Lézignan                        | Lézignan                | '                                | '                       |                                |                    | Le 28 février 1960 à Perpignan | Le 28 février 1960 à Perpignan | Le 28 février 1960 à Perpignan | Le 28 février 1960 à Perpignan |  |  | Le 17 avril 1960 à Carmaux | Le 17 avril 1960 à Carmaux | Le 17 avril 1960 à Carmaux | Le 17 avril 1960 à Carmaux |  |  | Le 1er mai 1960 à Perpignan | Le 1er mai 1960 à Perpignan | Le 1er mai 1960 à Perpignan | Le 1er mai 1960 à Perpignan |
|  | Bataillon de Joinville          |                         |                                  |                         |                                |                    | Le 28 février 1960 à Perpignan | Le 28 février 1960 à Perpignan | Le 28 février 1960 à Perpignan | Le 28 février 1960 à Perpignan |  |  | Le 17 avril 1960 à Carmaux | Le 17 avril 1960 à Carmaux | Le 17 avril 1960 à Carmaux | Le 17 avril 1960 à Carmaux |  |  | Le 1er mai 1960 à Perpignan | Le 1er mai 1960 à Perpignan | Le 1er mai 1960 à Perpignan | Le 1er mai 1960 à Perpignan |
|  | Lézignan                        | Lézignan                | 9                                | 9                       |                                |                    |                                |                                |                                |                                |  |  | Le 17 avril 1960 à Carmaux | Le 17 avril 1960 à Carmaux | Le 17 avril 1960 à Carmaux | Le 17 avril 1960 à Carmaux |  |  | Le 1er mai 1960 à Perpignan | Le 1er mai 1960 à Perpignan | Le 1er mai 1960 à Perpignan | Le 1er mai 1960 à Perpignan |
|  | Lézignan                        | Lézignan                | 9                                | 9                       | Le 1er février 1960 à ?        |                    |                                |                                |                                |                                |  |  | Le 17 avril 1960 à Carmaux | Le 17 avril 1960 à Carmaux | Le 17 avril 1960 à Carmaux | Le 17 avril 1960 à Carmaux |  |  | Le 1er mai 1960 à Perpignan | Le 1er mai 1960 à Perpignan | Le 1er mai 1960 à Perpignan | Le 1er mai 1960 à Perpignan |
|  |                                 |                         | Roanne                           | Roanne                  | 7                              | 7                  |                                |                                |                                |                                |  |  | Le 17 avril 1960 à Carmaux | Le 17 avril 1960 à Carmaux | Le 17 avril 1960 à Carmaux | Le 17 avril 1960 à Carmaux |  |  | Le 1er mai 1960 à Perpignan | Le 1er mai 1960 à Perpignan | Le 1er mai 1960 à Perpignan | Le 1er mai 1960 à Perpignan |
|  | Roanne                          | Roanne                  | Roanne                           | Roanne                  | 7                              | 7                  | 10                             | 10                             |                                |                                |  |  | Le 17 avril 1960 à Carmaux | Le 17 avril 1960 à Carmaux | Le 17 avril 1960 à Carmaux | Le 17 avril 1960 à Carmaux |  |  | Le 1er mai 1960 à Perpignan | Le 1er mai 1960 à Perpignan | Le 1er mai 1960 à Perpignan | Le 1er mai 1960 à Perpignan |
|  | Roanne                          | Roanne                  | Le 28 février 1960 à Lézignan    |                         |                                |                    | 10                             | 10                             |                                |                                |  |  | Le 17 avril 1960 à Carmaux | Le 17 avril 1960 à Carmaux | Le 17 avril 1960 à Carmaux | Le 17 avril 1960 à Carmaux |  |  | Le 1er mai 1960 à Perpignan | Le 1er mai 1960 à Perpignan | Le 1er mai 1960 à Perpignan | Le 1er mai 1960 à Perpignan |
|  | XIII Catalan                    | XIII Catalan            | 7                                | 7                       |                                |                    |                                |                                |                                |                                |  |  | Le 17 avril 1960 à Carmaux | Le 17 avril 1960 à Carmaux | Le 17 avril 1960 à Carmaux | Le 17 avril 1960 à Carmaux |  |  | Le 1er mai 1960 à Perpignan | Le 1er mai 1960 à Perpignan | Le 1er mai 1960 à Perpignan | Le 1er mai 1960 à Perpignan |
|  | XIII Catalan                    | XIII Catalan            | 7                                | 7                       | Lézignan                       | Lézignan           | 8                              | 8                              |                                |                                |  |  |                            |                            |                            |                            |  |  | Le 1er mai 1960 à Perpignan | Le 1er mai 1960 à Perpignan | Le 1er mai 1960 à Perpignan | Le 1er mai 1960 à Perpignan |
|  | Le 1er février 1960 à ?         |                         |                                  |                         | Lézignan                       | Lézignan           | 8                              | 8                              |                                |                                |  |  |                            |                            |                            |                            |  |  | Le 1er mai 1960 à Perpignan | Le 1er mai 1960 à Perpignan | Le 1er mai 1960 à Perpignan | Le 1er mai 1960 à Perpignan |
|  |                                 |                         | Villeneuve-sur-Lot               | Villeneuve-sur-Lot      | 7                              | 7                  |                                |                                |                                |                                |  |  |                            |                            |                            |                            |  |  | Le 1er mai 1960 à Perpignan | Le 1er mai 1960 à Perpignan | Le 1er mai 1960 à Perpignan | Le 1er mai 1960 à Perpignan |
|  | Villeneuve-sur-Lot              | Villeneuve-sur-Lot      | Villeneuve-sur-Lot               | Villeneuve-sur-Lot      | 7                              | 7                  | 18                             | 18                             |                                |                                |  |  |                            |                            |                            |                            |  |  | Le 1er mai 1960 à Perpignan | Le 1er mai 1960 à Perpignan | Le 1er mai 1960 à Perpignan | Le 1er mai 1960 à Perpignan |
|  | Villeneuve-sur-Lot              | Villeneuve-sur-Lot      | Le 17 avril 1960 à Perpignan     |                         |                                |                    | 18                             | 18                             |                                |                                |  |  |                            |                            |                            |                            |  |  | Le 1er mai 1960 à Perpignan | Le 1er mai 1960 à Perpignan | Le 1er mai 1960 à Perpignan | Le 1er mai 1960 à Perpignan |
|  | Cavaillon                       | Cavaillon               | 16                               | 16                      |                                |                    |                                |                                |                                |                                |  |  |                            |                            |                            |                            |  |  | Le 1er mai 1960 à Perpignan | Le 1er mai 1960 à Perpignan | Le 1er mai 1960 à Perpignan | Le 1er mai 1960 à Perpignan |
|  | Cavaillon                       | Cavaillon               | 16                               | 16                      | Villeneuve-sur-Lot             | Villeneuve-sur-Lot | 13                             | 13                             |                                |                                |  |  |                            |                            |                            |                            |  |  | Le 1er mai 1960 à Perpignan | Le 1er mai 1960 à Perpignan | Le 1er mai 1960 à Perpignan | Le 1er mai 1960 à Perpignan |
|  | Le 1er février 1960 à ?         |                         |                                  |                         | Villeneuve-sur-Lot             | Villeneuve-sur-Lot | 13                             | 13                             |                                |                                |  |  |                            |                            |                            |                            |  |  | Le 1er mai 1960 à Perpignan | Le 1er mai 1960 à Perpignan | Le 1er mai 1960 à Perpignan | Le 1er mai 1960 à Perpignan |
|  |                                 |                         | Montpellier                      | Montpellier             | 4                              | 4                  |                                |                                |                                |                                |  |  |                            |                            |                            |                            |  |  | Le 1er mai 1960 à Perpignan | Le 1er mai 1960 à Perpignan | Le 1er mai 1960 à Perpignan | Le 1er mai 1960 à Perpignan |
|  | Montpellier                     | Montpellier             | Montpellier                      | Montpellier             | 4                              | 4                  | '                              | '                              |                                |                                |  |  |                            |                            |                            |                            |  |  | Le 1er mai 1960 à Perpignan | Le 1er mai 1960 à Perpignan | Le 1er mai 1960 à Perpignan | Le 1er mai 1960 à Perpignan |
|  | Montpellier                     | Montpellier             | Le 28 février 1960 à Toulouse    |                         |                                |                    | '                              | '                              |                                |                                |  |  |                            |                            |                            |                            |  |  | Le 1er mai 1960 à Perpignan | Le 1er mai 1960 à Perpignan | Le 1er mai 1960 à Perpignan | Le 1er mai 1960 à Perpignan |
|  | Avignon                         |                         |                                  |                         |                                |                    |                                |                                |                                |                                |  |  |                            |                            |                            |                            |  |  | Le 1er mai 1960 à Perpignan | Le 1er mai 1960 à Perpignan | Le 1er mai 1960 à Perpignan | Le 1er mai 1960 à Perpignan |
|  | Lézignan                        | Lézignan                | 7                                | 7                       |                                |                    |                                |                                |                                |                                |  |  |                            |                            |                            |                            |  |  |                             |                             |                             |                             |
|  | Lézignan                        | Lézignan                | 7                                | 7                       | Le 1er février 1960 à Bordeaux |                    |                                |                                |                                |                                |  |  |                            |                            |                            |                            |  |  |                             |                             |                             |                             |
|  |                                 |                         | Carcassonne                      | Carcassonne             | 4                              | 4                  |                                |                                |                                |                                |  |  |                            |                            |                            |                            |  |  |                             |                             |                             |                             |
|  | Carcassonne                     | Carcassonne             | Carcassonne                      | Carcassonne             | 4                              | 4                  | 26                             | 26                             |                                |                                |  |  |                            |                            |                            |                            |  |  |                             |                             |                             |                             |
|  | Carcassonne                     | Carcassonne             |                                  |                         |                                |                    |                                | 26                             |                                |                                |  |  |                            |                            |                            |                            |  |  |                             |                             |                             |                             |
|  | Facture                         | Facture                 | 5                                | 5                       |                                |                    |                                |                                |                                |                                |  |  |                            |                            |                            |                            |  |  |                             |                             |                             |                             |
|  | Facture                         | Facture                 | 5                                | 5                       | Carcassonne                    | Carcassonne        | 9                              | 9                              |                                |                                |  |  |                            |                            |                            |                            |  |  |                             |                             |                             |                             |
|  | Le 1er février 1960 à Perpignan |                         |                                  |                         | Carcassonne                    | Carcassonne        | 9                              | 9                              |                                |                                |  |  |                            |                            |                            |                            |  |  |                             |                             |                             |                             |
|  |                                 |                         | Albi                             | Albi                    | 4                              | 4                  |                                |                                |                                |                                |  |  |                            |                            |                            |                            |  |  |                             |                             |                             |                             |
|  | Albi                            | Albi                    | Albi                             | Albi                    | 4                              | 4                  | 39                             | 39                             |                                |                                |  |  |                            |                            |                            |                            |  |  |                             |                             |                             |                             |
|  | Albi                            | Albi                    | Le 28 février 1960 à Montpellier |                         |                                |                    | 39                             | 39                             |                                |                                |  |  |                            |                            |                            |                            |  |  |                             |                             |                             |                             |
|  | Entente Elne-Palau              | Entente Elne-Palau      | 16                               | 16                      |                                |                    |                                |                                |                                |                                |  |  |                            |                            |                            |                            |  |  |                             |                             |                             |                             |
|  | Entente Elne-Palau              | Entente Elne-Palau      | 16                               | 16                      | Carcassonne                    | Carcassonne        | 18                             | 18                             |                                |                                |  |  |                            |                            |                            |                            |  |  |                             |                             |                             |                             |
|  | Le 1er février 1960 à ?         |                         |                                  |                         | Carcassonne                    | Carcassonne        | 18                             | 18                             |                                |                                |  |  |                            |                            |                            |                            |  |  |                             |                             |                             |                             |
|  |                                 |                         | Toulouse                         | Toulouse                | 4                              | 4                  |                                |                                |                                |                                |  |  |                            |                            |                            |                            |  |  |                             |                             |                             |                             |
|  | Toulouse                        | Toulouse                | Toulouse                         | Toulouse                | 4                              | 4                  | '                              | '                              |                                |                                |  |  |                            |                            |                            |                            |  |  |                             |                             |                             |                             |
|  | Toulouse                        | Toulouse                |                                  |                         |                                |                    |                                | '                              |                                |                                |  |  |                            |                            |                            |                            |  |  |                             |                             |                             |                             |
|  | Lyon                            |                         |                                  |                         |                                |                    |                                |                                |                                |                                |  |  |                            |                            |                            |                            |  |  |                             |                             |                             |                             |
|  | Toulouse                        | Toulouse                | 7                                | 7                       |                                |                    |                                |                                |                                |                                |  |  |                            |                            |                            |                            |  |  |                             |                             |                             |                             |
|  | Toulouse                        | Toulouse                | 7                                | 7                       | Le 1er février 1960 à Tonneins |                    |                                |                                |                                |                                |  |  |                            |                            |                            |                            |  |  |                             |                             |                             |                             |
|  |                                 |                         | Marseille                        | Marseille               | 0                              | 0                  |                                |                                |                                |                                |  |  |                            |                            |                            |                            |  |  |                             |                             |                             |                             |
|  | Marseille                       | Marseille               | Marseille                        | Marseille               | 0                              | 0                  | '                              | '                              |                                |                                |  |  |                            |                            |                            |                            |  |  |                             |                             |                             |                             |
|  | Marseille                       | Marseille               |                                  |                         |                                |                    |                                | '                              |                                |                                |  |  |                            |                            |                            |                            |  |  |                             |                             |                             |                             |
|  | Miramont                        |                         |                                  |                         |                                |                    |                                |                                |                                |                                |  |  |                            |                            |                            |                            |  |  |                             |                             |                             |                             |
|  |                                 |                         |                                  |                         |                                |                    |                                |                                |                                |                                |  |  |                            |                            |                            |                            |  |  |                             |                             |                             |                             |
|  |                                 |                         |                                  |                         |                                |                    |                                |                                |                                |                                |  |  |                            |                            |                            |                            |  |  |                             |                             |                             |                             |

## Finale - 1 mai 1960
(mt : ?-?)
Points marqués :
- Lézignan : 1 essai d'Esquiva (58e) ; 1 transformation de G. Marty (58e) ; 1 pénalité de G. Marty (?).
- Carcassonne : 2 pénalités de A. Marty (11e et 20e)

Arbitre : M. Crabos
Évolution du score : 0-2, 0-4 (mi-temps), ?
Spectateurs : 
Composition des équipes :
- Lézignan : André Carrère - René Benausse, Gilbert Benausse, Gilbert Alberti, Guy Marty - Antoine Esquiva (o), Claude Teisseire (m) - Claude Raynaud, René Moulis, Roger Lacans, Roger Lannes, Antoine Lécea, Rolland Fabre - Entraîneur : Jean Poch
- Carcassonne : Louis Poletti - Pierre Pavanetto, Henri Castel, Antoine Pennavayre, Yves Raynaud - André Delpoux (o), François Gril (m) - Laurent Faletti, René Ségura, Charles Parédès, Camille Combeau, Pierre Escourrou, André Marty - Entraîneur : Félix Bergèse